# Конське (село)
Конське (укр. Кінське, пол. Końskie) — колишнє лемківське село в Польщі в гміні Дидня Березівського повіту в Підкарпатському воєводстві. Населення — 454 особи (2011).

## Розташування
Село знаходиться на заході Надсяння. Розташоване приблизно за 7 км на південний схід від адміністративного центру ґміни села Дидня, за 17 км на північний схід від повітового центру Березова і за 46 км на південь від воєводського центру Ряшева.

## Історія
Село знаходиться на заході Надсяння, де внаслідок примусового закриття церков у 1593 р. українське населення зазнало латинізації та полонізації.
У 1883 р. в селі був 661 житель: 523 греко-католики, 105 римо-католиків і 33 невідомого віровизнання; в селі була дерев’яна церква і місцева греко-католицька парафія налічувала 1058 парафіян та включала с. Вітрилів, с. Криве, с. Темешів, с. Дидня, с. Кремяна; парафія належала до Бірчанського деканату Перемишльської єпархії. В 1912 р. згоріла церква (на тлі масового переходу на латинський обряд у сусідніх селах, де були перед тим скасовані парафії). В 1927 р. збудована нова дерев’яна церква Преображення Господа Нашого Ісуса Христа. 
На 1936 р. в селі проживало 680 греко-католиків, українське населення мало парафію, яка об’єднувала 5 сіл і налічувала 989 парафіян та належала до Динівського деканату Апостольської адміністрації Лемківщини, також були читальні «Просвіти» та ім. Мих. Качковського. Метричні книги велися від 1784 р. Село належало до Березівського повіту Львівського воєводства.
На 01.01.1939 у селі було 870 жителів, з них 700 українців і 170 поляків, які до Першої світової війни ще розмовляли українською мовою.
У 1975-1998 роках село належало до Кросненського воєводства.

## Демографія
Демографічна структура на 31 березня 2011 року:
|          | Загалом | Допрацездатний вік | Працездатний вік | Постпрацездатний вік |
| -------- | ------- | ------------------ | ---------------- | -------------------- |
| Чоловіки | 242     | 55                 | 161              | 26                   |
| Жінки    | 212     | 41                 | 121              | 50                   |
| Разом    | 454     | 96                 | 282              | 76                   |

## Пам'ятки

Церква у Кінському в 1930-40 роках.

- Дерев'яна грекокатолицька церква Преображення Господнього з 1927 року (нині — костел).
- Класистичний панський маєток з парком і двома ставами.